# Municipio de Carrs
El municipio de Carrs (en inglés: Carrs Township) es un municipio ubicado en el  condado de Greene en el estado estadounidense de Carolina del Norte. En el año 2010 tenía una población de 839 habitantes.

## Geografía
El municipio de Carrs se encuentra ubicado en las coordenadas 35°32′6.58″N 77°40′35.91″O / 35.5351611, -77.6766417.